# Canariphantes alpicola
Canariphantes alpicola är en spindelart som beskrevs av Jörg Wunderlich 1992. Canariphantes alpicola ingår i släktet Canariphantes och familjen täckvävarspindlar.
Artens utbredningsområde är Kanarieöarna. Inga underarter finns listade.